# Gyrinocheilus pustulosus
Gyrinocheilus pustulosus är en fiskart som beskrevs av Vaillant 1902. Gyrinocheilus pustulosus ingår i släktet Gyrinocheilus och familjen Gyrinocheilidae. Inga underarter finns listade i Catalogue of Life.